# Julian van Zweden

Monogram voor Julian van Zweden

Julian Herbert Folke (Stockholm, 26 maart 2021) (Zweeds: Julian Herbert Folke, Prins av Sverige, Hertig av Halland) is een Zweedse prins.
Julian is het derde kind van de Zweedse prins Carl Philip en prinses Sofia. Hij heeft nog twee oudere broers, prins Alexander en prins Gabriel en een zusje, prinses Ines. Hij is het achtste kleinkind van de Zweedse koning Carl Gustaf XVI. De prins draagt de titel hertog van Halland.
Hij is zevende in lijn voor de Zweedse troonopvolging, na zijn tante, nicht, neef, vader en twee broers.